# Goudsteen

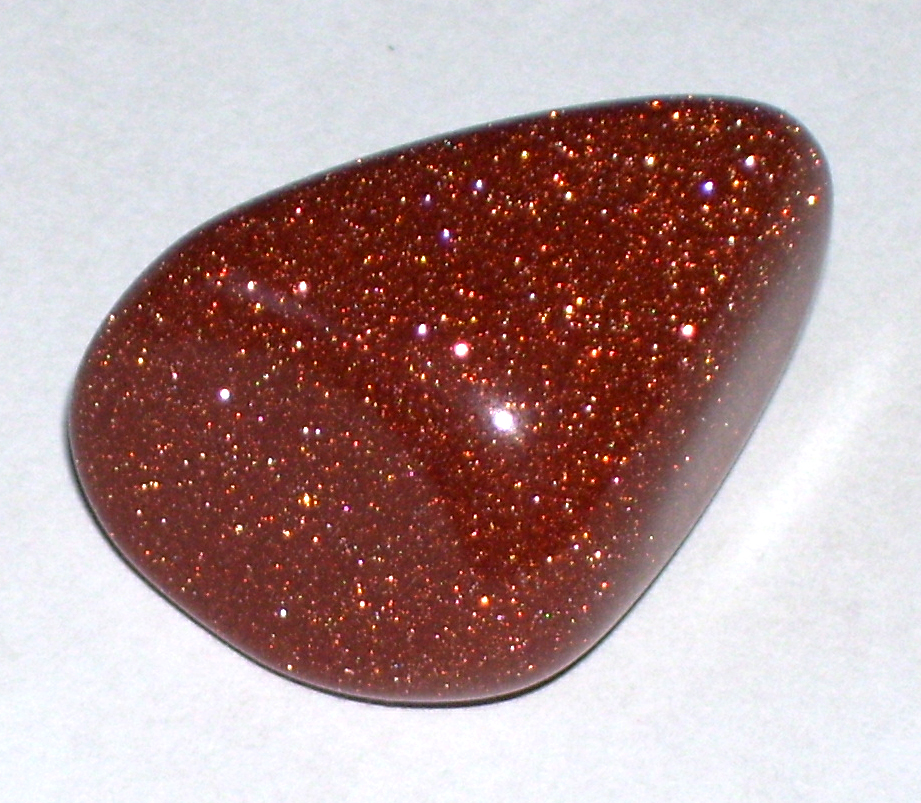
Goudsteen

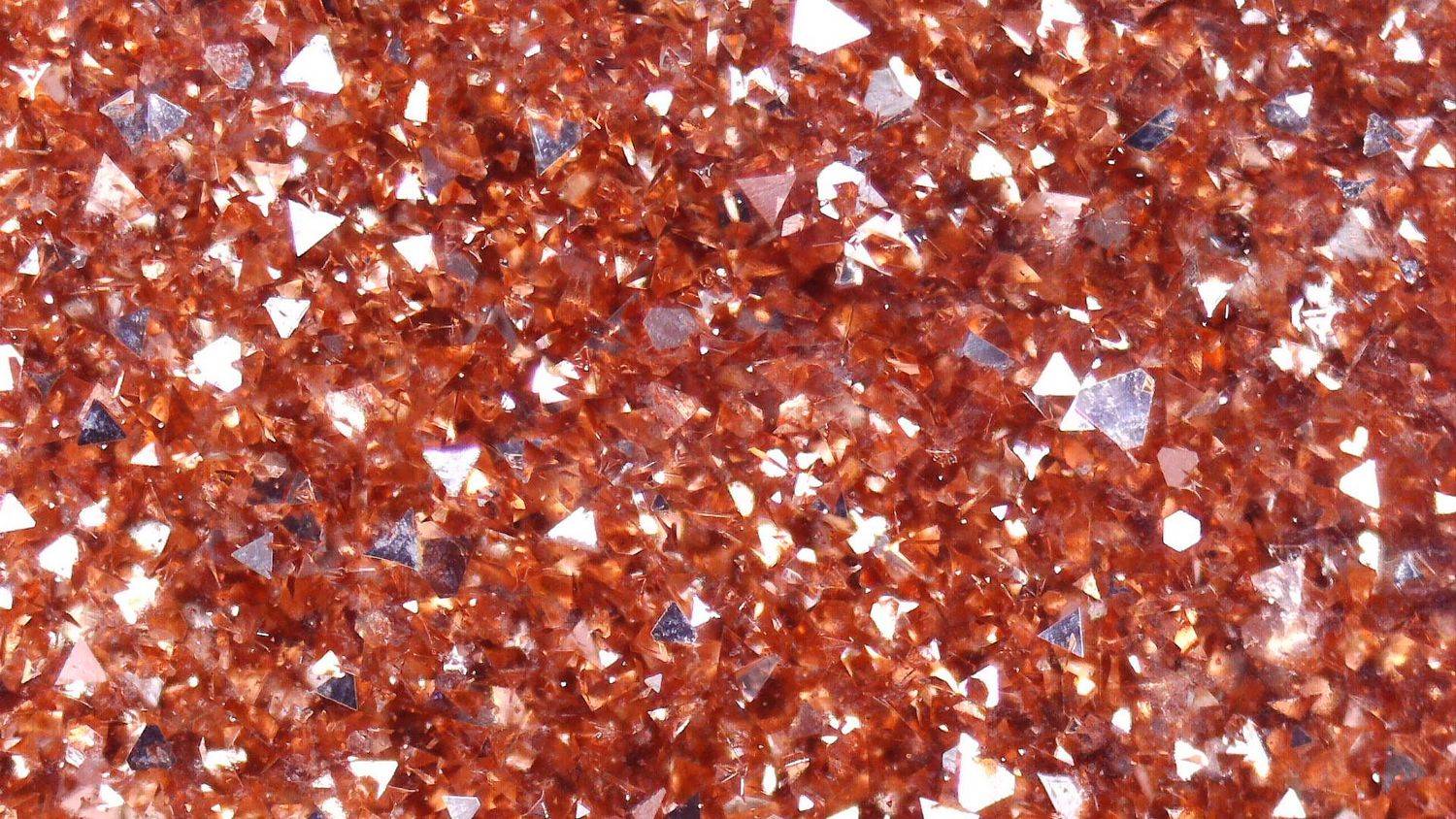
Goudsteen onder vergroting

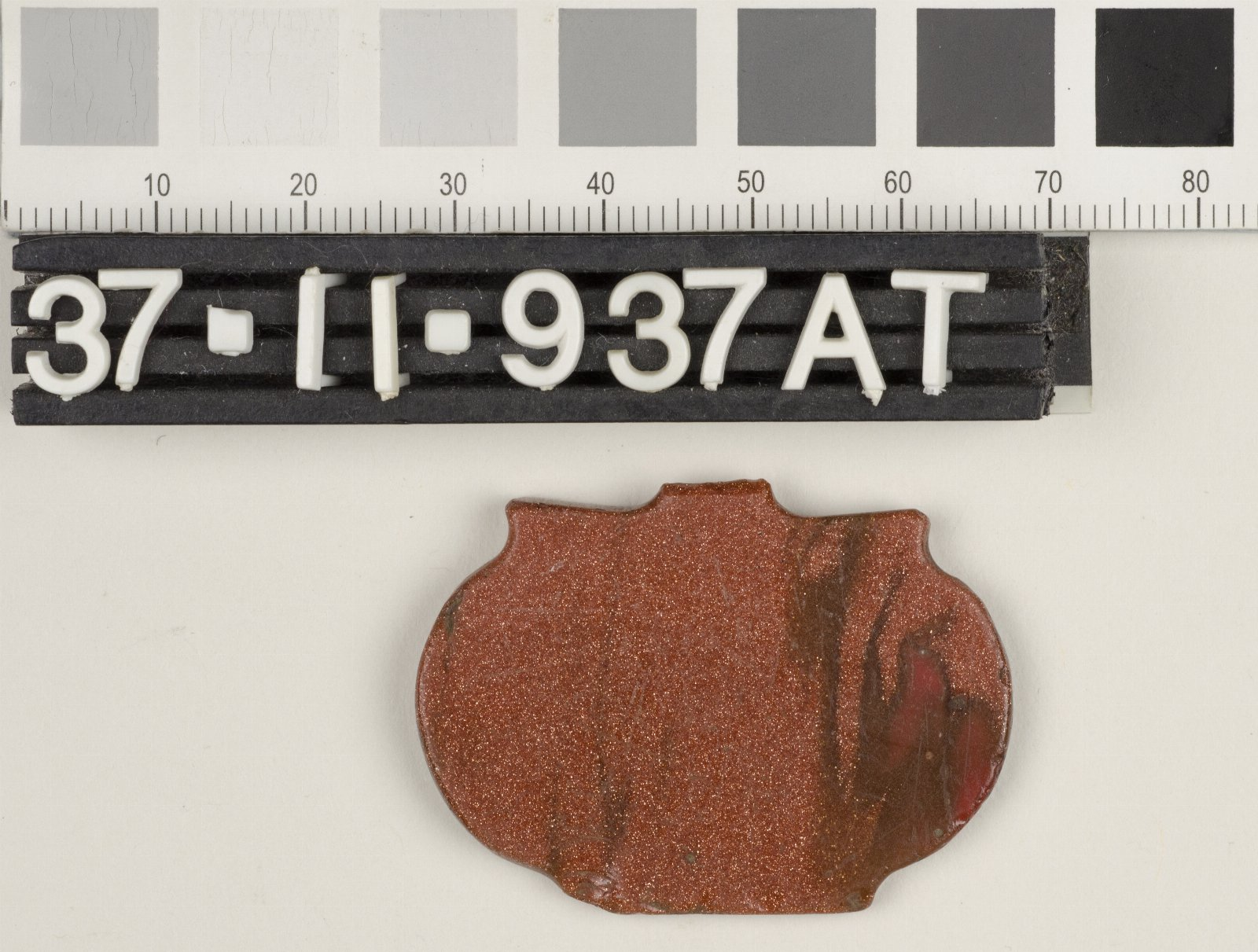
Hanger uit de 12e eeuw

Goudsteen is een soort glinsterend roodbruin glas dat geproduceerd wordt in een zuurstofarme omgeving. Het bevat kleine insluitsels van kristallijn koper, die het effect van glinstering veroorzaken.
Goudsteen wordt geproduceerd door een mengsel van silica, koperoxide en andere metaaloxides in een afgesloten vat te verhitten tot een temperatuur waarbij het glas vloeibaar is en waarbij het koperoxide gereduceerd wordt tot metallisch koper, dat geleidelijk uitkristalliseert. Hiervoor is het nodig dat het materiaal lange tijd vrij nauwkeurig op een bepaalde temperatuur wordt gehouden. Na afloop wordt het vat opengebroken en het gevormde goudsteen verder bewerkt. Het eindproduct kan sterk variëren en is meestal nogal heterogeen. Meestal zit het beste materiaal, met de grootste koperkristallen, in het centrum van de ontstane 'steen'.
Het eindproduct kan glad gepolijst worden en tot kralen, beeldjes of andere sieraden worden gesneden. Het wordt gebruikt in plaats van halfedelsteen. Sterker nog, goudsteen is synthetisch, maar het wordt vaak aangezien voor een natuurlijk materiaal.
De oudst bekende goudsteen is gedateerd 12e - vroeg 13e eeuw. Het object is een amulet in de vorm van een platte, gepolijste ruitvormige hanger van 4 × 2,9 cm, bedoeld om om de hals te hangen; het oog was afgebroken. Dit object is gevonden bij een archeologische opgraving bij Ray in Iran.